# Даліт (газове родовище)
Даліт — газове родовище в ізраїльському секторі Середземного моря, розташоване за 48 км від узбережжя, приблизно посередині між ним і гігантським родовищем Тамар.
Даліт відкрили 2009 року в районі з глибиною моря 1372 метри внаслідок буріння із залученням судна Atwood Hunter свердловини Dalit-1, яка досягла рівня 3658 метрів під морським дном і перетнула газонасичений інтервал товщиною 36 метрів. Вуглеводні виявлені у пісковиках турбідітового походження, котрі відносяться до нижнього міоцену.
Ресурси Даліт оцінюються у 14 млрд м3.